# Hradec Králové (region)
Hradec Králové (tjeckiska: Královéhradecký kraj [ˈkraːlovɛːˌɦradɛtskiː ˈkraj], polska: Kraj hradecki, tyska: Königgrätzer Region) är en administrativ region (kraj) i norra Tjeckien. Huvudort är Hradec Králové. Regionen hade 538 303 invånare vid folkräkningen år 2021, på en yta av 4 759,10 km².
Regionen är indelad i 448 kommuner.
Av regionens invånare är 96,38 % tjecker, 1,56 % slovaker, 0,95 % ukrainare, 0,47 % mährer, 0,36 % polacker och 0,36 % tyskar (2021).

## Distrikt
- Hradec Králové
- Jičín
- Náchod
- Rychnov nad Kněžnou
- Trutnov